# Superintendencia Nacional de Servicios y Saneamiento
La Superintendencia Nacional de Servicios de Saneamiento (Sunass) es un organismo público regulador peruano. Fue creado en 1992 por decreto ley n.° 25965 con personería jurídica de derecho público interno y autonomía administrativa, funcional, técnica, económica y financiera. Se encuentra adscrita a la Presidencia del Consejo de Ministros.
Se centra en la fiscalización de los servicios de agua y saneamiento, en el ámbito urbano y rural, a fin de contribuir a la salud de la población y a la preservación del medioambiente.
Los presidentes son elegidos por medio de un concurso público.

## Presidentes
- Sergio Salinas Rivas (2002-2007)
- José Eduardo Salazar Barrantes (2007-2012)
- Fernando Momiy Hada (2012-2017)
- Iván Mirko Lucich Larrauri (2017-2022)
- Mauro Gutiérrez Martínez (2022-2027)

## Regulación tarifaria
| Empresa prestadora | Período regulatorio | Acto                                                     |
| ------------------ | ------------------- | -------------------------------------------------------- |
| EPSEL S.A.         | 2025-2028           | Resolución de Consejo Directivo n.o 00063-2024-SUNASS-CD |